# Georg Koch (Theologe)
Georg Koch (* 26. November 1872 in Wetterfeld; † 31. Dezember 1957 in Gießen) war ein deutscher evangelischer Pfarrer, Volkskundler, Bibliothekar und Hochschullehrer.

## Wirken
Nach dem Besuch der Gymnasien in Laubach und Bensheim studierte Georg Koch Evangelische Theologie und Geschichte an den Universitäten in Straßburg, Erlangen, Bonn und Gießen. An der Universität Gießen promovierte er 1902 bei dem Historiker Konstantin Höhlbaum. Zuvor hatte er die theologischen Dienstprüfungen absolviert und war bei der Hamburger Stadtmission und als Pfarrvikar in Bischofsheim bei Mainz tätig. Es folgte eine zweijährige Tätigkeit als Erzieher am Evangelischen Pädagogium in Bad Godesberg sowie 1899 die Prüfung für das höhere Lehramt. Im Jahre 1900 trat er dann als Volontär an der Universitätsbibliothek Gießen in den Bibliotheksdienst ein und war – mit Unterbrechungen – bis 1945 als Bibliothekar dort tätig. Aus politischen Gründen wurde er zum 1. November 1934 in den Ruhestand versetzt, jedoch wegen des Personalmangels an der Bibliothek 1940 wieder reaktiviert.
In den Jahren von 1912 bis 1921 war Lang außerdem als evangelischer Pfarrer in Langd tätig.
Im Jahre 1924 erhielt Koch den Professorentitel. An der Universität Gießen hatte er einen Lehrauftrag für Volkskunde inne. Koch gilt außerdem als ein Vertreter der Volkshochschulbewegung.

## Schriften
- Manegold von Lautenbach und die Lehre von der Volkssouveränität unter Heinrich IV. (= Historische Studien, Bd. 34). Ebering, Berlin 1902 (Dissertation Universität Gießen) (Teil I: Digitalisat, mit Lebenslauf).
- Die künftige deutsche Volkshochschule. Trowitsch, Berlin 1918.
- Die deutsche Volkshochschulbewegung. Ihre Entstehung und ihr gegenwärtiger Stand. Ev. Pressverband, Berlin-Steglitz 1919.
- Kirche und Volkshochschule (= Volkskirchliche Hefte, Nr. 10). Holtermann, Magdeburg 1919.
- Volkskunde, Romantik und l'Houet's Bauernpsychologie. Beitrag zur Methodenlehre der Volkskunde. In: Hessische Blätter für Volkskunde, Bd. 21 (1922), S. 22–50.
- Bauernkultur. In: Hessische Blätter für Volkskunde, Bd. 23 (1924), S. 20–38.
- Volksbildungsarbeit als Grundlage nationaler Erneuerung (= Volk und Geist, H. 17). Verlag der Arbeitsgemeinschaft, Berlin 1925.
- Pestalozzi und das Volk. Gedanken zur Bildungsfrage. Neuwerk-Verl. Schlüchtern, Herbertshof 1927.
- Volkshochschule und Bildung zum Volke. In: Freie Volksbildung. Zeitschrift für die gesamte Erwachsenenbildung, Jg. 1927, H. 2, S. 95–113.
- Bildung, Wissenschaft und volkstümliche Bücherei. In: Freie Volksbildung. Zeitschrift für die gesamte Erwachsenenbildung, Jg. 1927, H. 4, S. 303–320.
- Was hat Pestalozzi einem christlichen Volk zu sagen? Christ, Gießen 1927.
- Der Volkshochschulgedanke. Ausgewählte Aufsätze. Neuwerk-Verlag, Kassel 1928.
- Die bäuerliche Seele. Eine Einführung in die religiöse Volkskunde. Furche-Verlag, Berlin 1935.
- Zu Geschichte und Stand der religiösen Volkskunde im Zusammenhang mit der allgemeinen Volkskunde. In: Theologische Rundschau, N.F., Bd. 8 (1936), S. 96–128 und 146–166.
- Arndt, Goethe und die Ursprünge der deutschen Volkskunde. In: Gießener Beiträge zur deutschen Philologie, Bd. 60 (1938), S. 103–113.
- Die Heimkehr des Ernst Moritz Arndt. Eckart-Verlag, Berlin-Steglitz 1939.